# غيفان بايين (مقاطعة بجنورد)
غیفان بایین (بالفارسية: گیفان پایین) هي قرية تقع في إيران في قسم غیفان الريفي. يقدر عدد سكانها بـ 286 نسمة .